# Aphroditographie
Aphroditographie ist eine Begriffsbildung des deutschen Astronomen Johann Hieronymus Schroeter, die im Titel von dessen Aphroditographischen Fragmenten (1796) erscheint und die Planetographie der Venus bezeichnen sollte, also die Wissenschaft von Gestaltung und Oberflächenstrukturen der Venus.
Der Begriff wurde in Analogie zu den Bezeichnungen Geographie (Erde), Selenographie (Mond) und Areographie (Mars) gebildet, wobei die Aphrodite als griechische Entsprechung der römischen Göttin Venus in den Namen einging.
Der Verbreitung des Begriffs stand freilich die für irdische Betrachter im optischen Bereich gänzlich undurchdringliche Wolkendecke der Venus entgegen, die ein Erkennen von Oberflächenstrukturen unmöglich machte, bis durch Radaruntersuchungen und Raumsonden ab Mitte des 20. Jahrhunderts erstmals Merkmale der Oberfläche erfasst werden konnten.
Schroeter hatte fälschlich angenommen, von ihm beobachtete systematische Unterschiede zwischen berechneter und beobachteter Phase der Venus seien auf Oberflächenstrukturen (Gebirgszüge) zurückzuführen. In einer 1803 veröffentlichten Arbeit über die Venusphase zum Zeitpunkt der Dichotomie (Halbvenus) folgerte er dann allerdings korrekt, dass es sich um Dämmerungseffekte in der Atmosphäre handelt. Das Phänomen wird inzwischen als Schröter-Effekt bezeichnet.
Der Begriff Aphroditographie wurde mit Ausnahme eines kleinen Aufsatzes von Carl Schoy nicht mehr aufgegriffen und ist inzwischen obsolet.